# رمزی مک‌دونالد
جیمز رمزی مک‌دونالد (به انگلیسی: James Ramsay MacDonald)؛ ۱۲ اکتبر ۱۸۶۶ – ۹ نوامبر ۱۹۳۷) سیاستمدار اهل بریتانیا بود. از حزب کارگر رهبر دولت کارگری در ۱۹۲۴ و نخست‌وزیر دولت کارگری از ۱۹۲۹ تا ۱۹۳۱ و دولت ملی از ۱۹۳۱ تا ۱۹۳۵ بود.

## زندگی
مورخین او را در زمره کایر هاردی و آرتور هندرسون از مدیران و پایه‌گذاران حزب کارگر بریتانیا می‌دانند. سخنرانی‌ها و کتابهایش او را به تئوریسین مهمی بدل کرد. اما او به عنوان رهبر حزب کارگر حتی نقش مهم‌تری نسبت به دو شخصیت دیگر بازی کرد. او در ۱۹۰۶ وارد مجلس شد و از ۱۹۱۱ تا ۱۹۱۴ عضو هیئت رئیسه حزب کارگر بود. مخالفت او با جنگ جهانی اول محبوبیت او را کم کرد و باعث شکست او در ۱۹۱۸ شد.
محو شدن روحیه زمان جنگ باعث شد که سیاستمدار ضد جنگ با راحتی بیشتری جایگاه خود پیدا کند. او در ۱۹۲۲ به مجلس بازگشت و حزب کارگر او توانست جایگاه حزب لیبرال بریتانیا را به عنوان دومین حزب بزرگ تصاحب کند.
اولین دولت او در ۱۹۲۴ با پشتیبانی لیبرالها همراه بود و برای نه ماه آخر سال در راس کار بود. او در ابتدا به کار جامعه ملل متحد معتقد بود با این حال در اوایل دهه ۱۹۳۰ احساس کرد پیوستگی امپراتوری بریتانیا و تعرفه‌های حمایتی همچنین استقلال طرحهای دفاعی کشور عاقلانه‌ترین سیاست‌های بریتانیا می‌توانند باشند. با این وجود تحت فشار اقتصادی و احساسات متمایل به صلح بودجه‌های ارتش و نیروی دریایی سلطنتی کاهش یافت.
حزب کارگر در ۱۹۲۹ به قدرت بازگشت و خیلی زود تحت تأثیر بحران بزرگ اقتصادی ان سال قرار گرفت که باعث شکاف بین اعضای دولت در مورد کم کردن هزینه‌ها و حفاظت از سیستم استاندارد طلا شد.

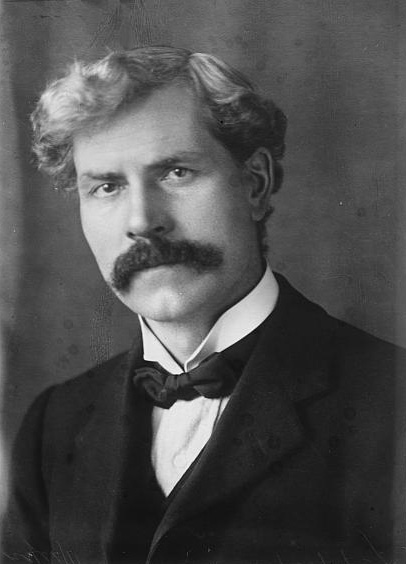
در سال ۱۹۰۰

در ۱۹۳۱ او دولت ائتلافی ملی را تشکیل داد. که فقط دو تن از همکارانش در حزب کارگر جز وزرایش بودند و بقیه از حزب محافظه کار بریتانیا. در نتیجه مکدونالد را از حزب اخراج و او را متهم به خیانت کردند. سیستم استاندارد طلا خیلی زود کنار گذاشته شد و ائتلاف با اکثریت قاطع در انتخابات ۱۹۳۱ برنده شد. حزب کارگر ۵۰ کرسی در مجلس عوام از دست داد.
مک‌دونالد نخست‌وزیر باقی‌ماند از ۱۹۳۱ تا ۱۹۳۵ در طول این مدت مرتباً وضع سلامتش وخیمتر شد و به‌طور فزاینده‌ای توانایی رهبری مؤثراش کاهش یافت. او در ۱۹۳۵ استعفا داد و جایگاه نامزدی اش را برای انتخابات عمومی از دست داد. با این حال تا زمان بازنشستگی در کابینه باقی‌ماند. در ۱۹۳۷ از کابینه دولت استعفا داد و کمی بعد در همان سال در ۷۱ سالگی درگذشت.

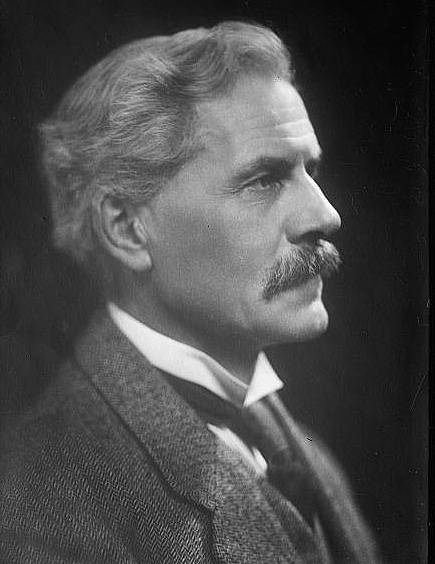
در سال ۱۹۲۱